# Енді М'єле
Енді М'єле (англ. Andy Miele; нар. 15 квітня 1988, Гросс-Пойнт-Вудс) — американський хокеїст, центральний нападник клубу ДХЛ «Вольфсбург». Гравець збірної команди США.

## Ігрова кар'єра
Хокейну кар'єру розпочав 2004 року на юніорському рівні виступами за команду «Літл Сізарс». У 2005 році дебютував за клуб «Сідар-Рапідс Рофрайдерс» (ХЛСШ), через два перейшов до іншої команди цієї ліги «Чикаго Стіл».
З сезону 2007–08 років виступав за хокейну команду «Маямі Редгокс» в університетській лізі.
2 квітня 2011 року «Фінікс Койотс» підписав з Енді дворічний контракт початкового рівня. Більшу частину цього періоду він провів у складі фарм-клубу «Портленд Пайретс». 23 жовтня 2011 року М'єле дебютував у НХЛ в матчі проти «Анагайм Дакс». 29 червня 2012 року «Фенікс Койотс» повторно підписав контракт з гравцем.
У міжсезоння 2014 року «Детройт Ред Вінгз» уклав з Енді однорічну угоду але гравець продовжував виступати за клуби АХЛ, спочатку «Портленд Пайретс», а з сезону 2014–15 років за «Гранд-Репідс Гріффінс», де він став одним із лідерів.
1 липня 2016 року, «Філадельфія Флаєрс» підписав з Енді однорічну угоду. Свій наступний сезон 2016–17 М'єле відіграв за «Ліхай Веллі Фантомс» (АХЛ).
Як вільний агент Енді погодився продовжити свою кар'єру гравця в Європі і 3 травня 2017 року, підписав дворічний контракт з шведським клубом «Мальме Редгокс». Влітку наступного року перейшов до іншої шведської команди «Векше Лейкерс».
21 травня 2018 року американець погодився укласти однорічну угоду з російським клубом «Торпедо» (Нижній Новгород).
У 2019 році Енді повернувся до США і як вільний агент уклав дворічну угоду з клубом НХЛ «Аризона Койотс», провівши весь сезон у складі «Тусон Роадраннерс». 11 липня 2020 року сторони розірвали угоду.
13 липня 2020 року, М'єле повернувся до Росії, де підписав контракт з клубом «Торпедо» (Нижній Новгород). Російськку команду М'єле залишив через вторгнення Росії в Україну, залишок сезону він провів у швейцарській «Лозанні».
13 травня 2022 року, Енді повернувся до Швеції підписавши однорічну угоду з клубом ГВ-71.
Наразі ж грає за клуб ДХЛ «Вольфсбург».

## Нагороди та досягнення
- Чемпіон Швеції в складі «Векше Лейкерс» — 2018.

## Статистика

### Клубні виступи
| Сезон        | Клуб                        | Ліга           | Регулярний сезон | Регулярний сезон | Регулярний сезон | Регулярний сезон | Регулярний сезон | Плей-оф | Плей-оф | Плей-оф | Плей-оф | Плей-оф |
| Сезон        | Клуб                        | Ліга           | І                | Г                | П                | О                | ШХ               | І       | Г       | П       | О       | ШХ      |
| ------------ | --------------------------- | -------------- | ---------------- | ---------------- | ---------------- | ---------------- | ---------------- | ------- | ------- | ------- | ------- | ------- |
| 2004–05      | «Літл Сізарс» 18U AAA       | ЕХЛ 1-го рівня | 19               | 15               | 13               | 28               | 48               | —       | —       | —       | —       | —       |
| 2005–06      | «Сідар-Рапідс Рофрайдерс»   | ХЛСШ           | 52               | 10               | 17               | 27               | 41               | 8       | 0       | 4       | 4       | 4       |
| 2006–07      | «Сідар-Рапідс Рофрайдерс»   | ХЛСШ           | 13               | 7                | 8                | 15               | 15               | —       | —       | —       | —       | —       |
| 2006–07      | «Чикаго Стіл»               | ХЛСШ           | 45               | 13               | 29               | 42               | 70               | 4       | 2       | 4       | 6       | 14      |
| 2007–08      | «Чикаго Стіл»               | ХЛСШ           | 29               | 30               | 11               | 41               | 78               | —       | —       | —       | —       | —       |
| 2007–08      | «Маямі Редгокс»             | НКАА           | 18               | 6                | 8                | 14               | 4                | —       | —       | —       | —       | —       |
| 2008–09      | «Маямі Редгокс»             | НКАА           | 41               | 15               | 16               | 31               | 34               | —       | —       | —       | —       | —       |
| 2009–10      | «Маямі Редгокс»             | НКАА           | 43               | 15               | 29               | 44               | 61               | —       | —       | —       | —       | —       |
| 2010–11      | «Маямі Редгокс»             | НКАА           | 39               | 24               | 47               | 71               | 35               | —       | —       | —       | —       | —       |
| 2011–12      | «Портленд Пайретс»          | АХЛ            | 69               | 16               | 38               | 54               | 43               | —       | —       | —       | —       | —       |
| 2011–12      | «Фінікс Койотс»             | НХЛ            | 7                | 0                | 0                | 0                | 6                | —       | —       | —       | —       | —       |
| 2012–13      | «Портленд Пайретс»          | АХЛ            | 70               | 19               | 34               | 53               | 72               | 3       | 1       | 2       | 3       | 15      |
| 2012–13      | «Фінікс Койотс»             | НХЛ            | 1                | 0                | 0                | 0                | 0                | —       | —       | —       | —       | —       |
| 2013–14      | «Портленд Пайретс»          | АХЛ            | 70               | 27               | 45               | 72               | 66               | —       | —       | —       | —       | —       |
| 2013–14      | «Фінікс Койотс»             | НХЛ            | 7                | 0                | 2                | 2                | 5                | —       | —       | —       | —       | —       |
| 2014–15      | «Гранд-Репідс Гріффінс»     | АХЛ            | 71               | 26               | 44               | 70               | 42               | 16      | 3       | 11      | 14      | 20      |
| 2015–16      | «Гранд-Репідс Гріффінс»     | АХЛ            | 75               | 18               | 44               | 62               | 77               | 9       | 2       | 5       | 7       | 12      |
| 2016–17      | «Ліхай Веллі Фантомс»       | АХЛ            | 65               | 13               | 44               | 57               | 54               | 5       | 1       | 2       | 3       | 4       |
| 2017–18      | «Мальме Редгокс»            | ШХЛ            | 39               | 10               | 17               | 27               | 39               | —       | —       | —       | —       | —       |
| 2017–18      | «Векше Лейкерс»             | ШХЛ            | 7                | 0                | 5                | 5                | 0                | 13      | 1       | 8       | 9       | 24      |
| 2018–19      | «Торпедо» (Нижній Новгород) | КХЛ            | 61               | 16               | 16               | 32               | 57               | 7       | 0       | 2       | 2       | 6       |
| 2019–20      | «Тусон Роадраннерс»         | АХЛ            | 58               | 15               | 33               | 48               | 46               | —       | —       | —       | —       | —       |
| 2020–21      | «Торпедо» (Нижній Новгород) | КХЛ            | 55               | 19               | 25               | 44               | 35               | 4       | 0       | 1       | 1       | 4       |
| 2021–22      | «Торпедо» (Нижній Новгород) | КХЛ            | 47               | 13               | 23               | 36               | 33               | —       | —       | —       | —       | —       |
| 2021–22      | «Лозанна»                   | НЛ             | 7                | 2                | 7                | 9                | 2                | 7       | 0       | 4       | 4       | 8       |
| 2022–23      | ГВ-71                       | ШХЛ            | 51               | 12               | 24               | 36               | 36               | —       | —       | —       | —       | —       |
| 2023–24      | «Вольфсбург»                | ДХЛ            | 52               | 14               | 32               | 46               | 47               | 4       | 0       | 3       | 3       | 14      |
| 2024–25      | «Вольфсбург»                | ДХЛ            | 52               | 16               | 16               | 32               | 44               | —       | —       | —       | —       | —       |
| Усього в АХЛ | Усього в АХЛ                | Усього в АХЛ   | 478              | 134              | 282              | 416              | 400              | 33      | 7       | 20      | 27      | 51      |
| Усього в НХЛ | Усього в НХЛ                | Усього в НХЛ   | 15               | 0                | 2                | 2                | 11               | —       | —       | —       | —       | —       |

### Збірна
| Рік                | Команда            | Турнір             | Місце              | І  | Г | П | О | ШХ |
| ------------------ | ------------------ | ------------------ | ------------------ | -- | - | - | - | -- |
| 2011               | США                | ЧС                 | 8-е                | 2  | 0 | 2 | 2 | 2  |
| 2014               | США                | ЧС                 | 6-е                | 4  | 0 | 0 | 0 | 4  |
| 2022               | США                | ОІ                 | 5-е                | 4  | 1 | 3 | 4 | 0  |
| Національна збірна | Національна збірна | Національна збірна | Національна збірна | 10 | 1 | 5 | 6 | 6  |